# 林有美 (バレーボール)
林 有美（はやし ゆみ、1993年11月12日 - ）は、日本の元女子バレーボール選手。旧姓は中川（なかがわ）。

## 来歴
福岡県筑紫野市出身。姉の影響で5歳からバレーボールを始めた。北野中学校を経て、バレーの名門である誠英高校に入学した。在学中は春高バレー、インターハイなどに出場した。3年次の国体ではリベロとして全国制覇を達成した。卒業後は中京大学に進学すると1～3年次はアタッカーとしても活躍し、4年次には主将を務めた。2016年1月、V・プレミアリーグに所属する東レアローズの内定選手となり、同月の岡山シーガルズ戦でVリーグデビューした。
2018年3月、日本代表登録メンバーが発表され、初選出された。しかし、同年、東レアローズを退団した。Vリーグ移籍公示リストで「移籍希望」が出されていたが、V.LEAGUE所属チームへの入団のない状態が続いた。
2022年6月1日、PFUブルーキャッツへの入団が発表された。「中川有美」から名字が変わり「林有美」として4年ぶりにVリーグ復帰となった。
2024年、PFUを退団。本人のSNSで現役引退を表明した。

## 人物
- 東レ退団後に結婚・出産。ブランク期間は夫の母の所属するママさんバレーで週1回プレーする程度であった[10]。

## 球歴
- 日本代表 2018年

## 所属チーム
- 北野中学校
- 誠英高等学校
- 中京大学
- 東レアローズ（2016-2018年）
- PFUブルーキャッツ（2022-2024年）

## 個人成績
Vプレミアリーグレギュラーラウンドにおける個人成績は下記の通り。
| シーズン | 所属 | 出場 | 出場   | アタック | アタック | アタック | アタック | ブロック | ブロック | サーブ | サーブ | サーブ | サーブ | レセプション | レセプション | 総得点 | 備考 |
| -------- | ---- | ---- | ------ | -------- | -------- | -------- | -------- | -------- | -------- | ------ | ------ | ------ | ------ | ------------ | ------------ | ------ | ---- |
| シーズン | 所属 | 試合 | セット | 打数     | 得点     | 決定率   | 効果率   | 決定     | /set     | 打数   | エース | 得点率 | 効果率 | 受数         | 成功率       | 総得点 | 備考 |
| 2015/16  | 東レ | 6    | 1      | 0        | 0        | 0.0%     | %        | 0        | 0.00     | 0      | 0      | %      | 0.0%   | 0            | 0.0%         | 0      |      |
| 2016/17  | 東レ | 20   | 37     | 0        | 0        | 0.0%     | %        | 0        | 0.00     | 2      | 0      | %      | 12.5%  | 4            | 50.0%        | 0      |      |